# Anastásio, o Apocrisiário
Anastásio foi apocrisiário do Papa em Constantinopla, na segunda metade do século VII. Discípulo de Máximo, o Confessor e de doutrina ortodoxa, esteve preso junto ao mestre em Roma, por ordem de Constante II, em virtude da controvérsia monotelita. Grande parte das informações que nos chegaram sobre Máximo veio de seus escritos, dentre eles a Relatio motionis (descrição do processo de Máximo) e “uma longa carta ao presbítero Teodósio de Gangra, na qual descreve os sofrimentos de Máximo” (De Nicola, 95). Depois de sucessivos exílios e torturas, morreu em Thusum, no Cáucaso, em 11 de setembro de 666.